# Tord Grip

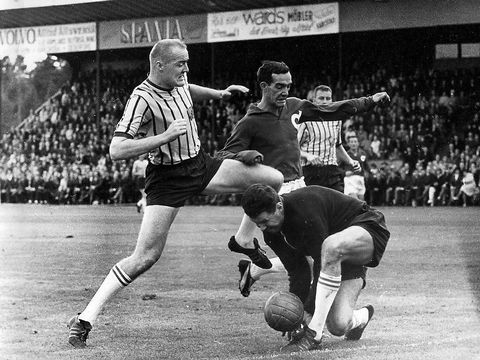
Tord Grip (i mitten) med Degerfors IF, i kamp med Djurgårdens Hans "Tjalle" Mild (till vänster).

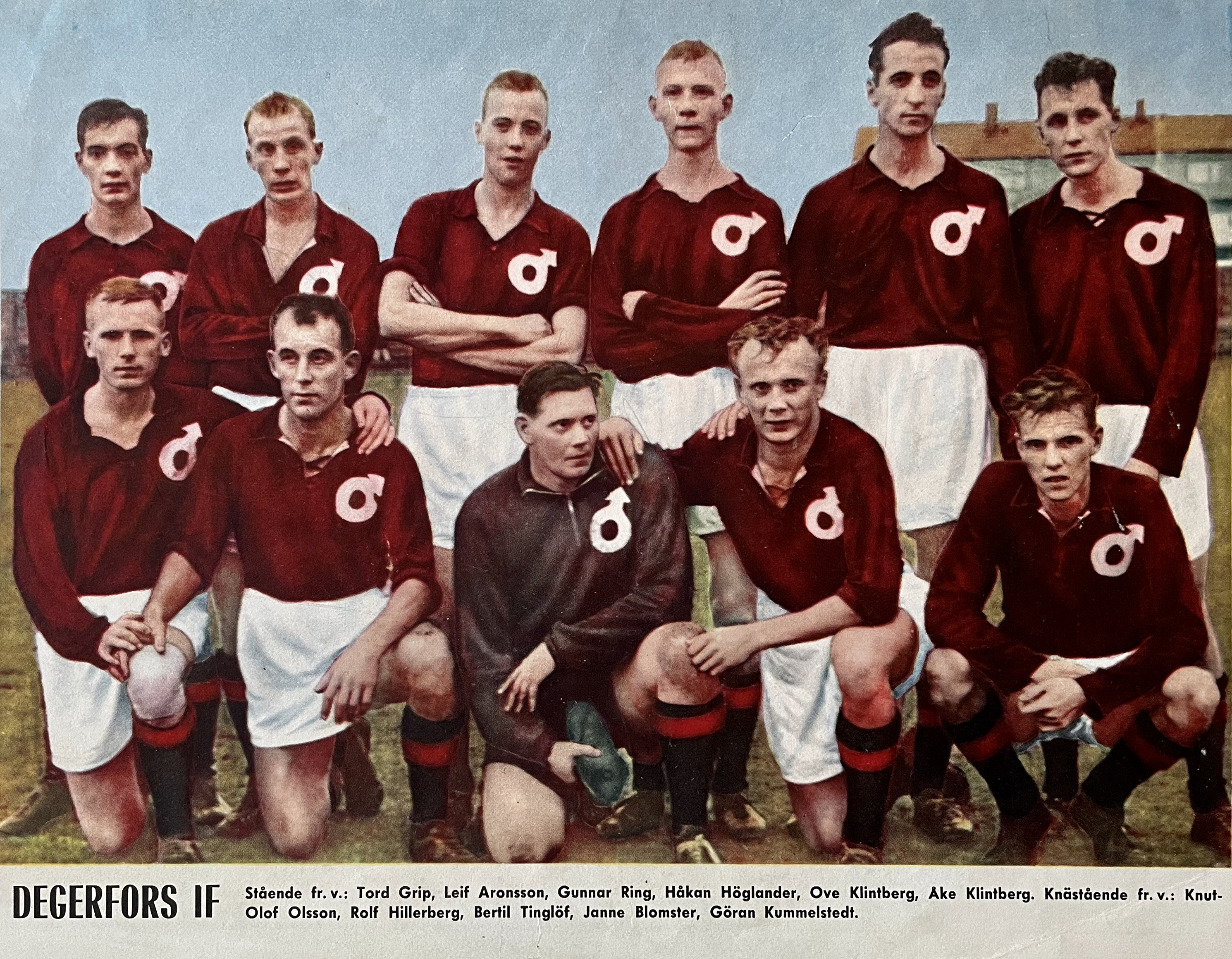
Tord Grip (stående längst till vänster i bild) i Degerfors IF 1958 tillsammans med bland andra Leif Aronsson, Rolf Hillerberg, Göran Kummelstedt och målvakten Bertil Tinglöf.

Tord Erland Grip, född 13 januari 1938 i Ytterhogdal, Ytterhogdals landskommun, är en svensk före detta fotbollsspelare och fotbollstränare. Han har spelat både i Allsvenskan och i svenska landslaget, men är mest känd genom sin långa karriär som tränare på klubb- och landslagsnivå i en rad olika länder. Sammanlagt har Tord Grip haft tränaruppdrag hos sju olika nationella fotbollsförbund på fyra kontinenter.

## Biografi

### Bakgrund och spelare
Tord Grip växte upp i Ytterhogdal där han spelade fotboll på somrarna och bandy på vintrarna. Han gick sju år i folkskolan och sedan blev han bagarlärling. 18 år gammal kom han till Degerfors.
I Degerfors IF utvecklades han till en av lagets dominerande spelare i början av 1960-talet. 1963 tog Degerfors stort silver efter mötet med guldmedaljörerna IFK Norrköping. Samma år blev Grip landslagsman då han fick spela mot Ungern i OS-kvalet på Nya Ullevi.
Under tre säsonger (1966–68) spelade Tord Grip också i AIK. Han avslutade karriären som spelare i KB Karlskoga åren 1969–1973.
Under sin karriär som fotbollsspelare spelade Grip omväxlande som mittfältare, högerytter och högerinner. Han blev aldrig utvisad.

### Karriär som tränare
Tord Grip har sedan blivit känd som en framgångsrik tränare – oftast som assisterande i olika roller – med många år inom Svenska Fotbollförbundet. 1977–1978 ledde han både P16- och damlandslaget och var samtidigt assisterande förbundskapten för herrlandslaget. 1979–80 ledde han det svenska U21-landslaget. 1991 återkom han till herrlandslaget, där han fram till 1997 var assisterande till Tommy Svensson. Genom årens lopp har Grip haft tränaruppdrag för de nationella fotbollsförbunden i Norge, Indonesien, England, Mexiko, Elfenbenskusten och Kosovo, vilket gör att han har tränat sju länders landslag sammanlagt.
Tord Grip har framgångsrikt jobbat tillsammans med Sven-Göran Eriksson under många år, i bland annat italienska SS Lazio och engelska landslaget.
2014 tillträdde Tord Grip som assisterande förbundskapten för Kosovos landslag, under svenskboende förbundskaptenen Albert Bunjaki. Den 21 november 2016 meddelade Grip att uppdraget hade upphört.

### Vid sidan om fotbollen
Tord Grip utbildade sig till bagare. Han har vid sidan om fotbollen arbetat kortare eller längre perioder som kontorist på Degerfors Jernverk och Transair (i Stockholm, 1966–1967). 1967–1969 utbildade han sig på GIH, vilket lade grunden för hans fortsatta karriär som tränare. Senare har han dock även arbetat som gymnastiklärare (i Karlskoga kommun) och inom Degerfors Jernverks företagshälsovård. På fritiden har han spelat dragspel.
Efter sina år som tränare i Schweiz, Italien och England har Tord Grip lärt sig att tala både tyska, italienska och engelska. Det enda språk han lärt i skolan är dock franska.
Under 2014–2015 gjorde Tom Alandh en dokumentärfilm, Ur Svennis skugga, om Grips liv. Filmen visades på SVT 26 mars 2015.

### Familj
Tord Grip är son till Fridolf Grip och Anna, född Svensson. Han var gift med Siv, avliden 1992, och de fick dottern Anna Grip, född 1961. Brodern Gunvall Grip var också aktiv idrottsman; han spelade nio allsvenska matcher i Degerfors IF, blev svensk juniormästare i fotboll och spelade i Värmlands TV-pucklag.